# Vi er vel kammerater
Vi er vel kammerater (originaltitel: Polare) er en svensk dramafilm fra 1976 instrueret af Jan Halldoff, der skrev manuskriptet i samarbejde med Lars Molin. Filmen, som er baseret på en idé af Ove Magnusson og Bo Widerberg, fik premiere i Sverige den 19. marts 1976. Den udkom i Danmark året efter den 16. maj 1977.

## Handling
Fire mænd i tyverne har været venner siden barndommen. På en restaurant møder de to unge kvinder, og en af dem, Lena, bliver gravid. Faren er ikke identificeret og det er bestemt ikke Kent som er det, men de andre mænd i gruppen overbeviser ham om at acceptere det potentielle faderskab.

## Medvirkende (i udvalg)
- Göran Stangertz som Kent Fredrikson
- Ann-Mari Adamsson som Kents arbejdskammerat
- Anki Lidén som Lena Sjöberg
- Thomas Hellberg som Lasse Stark
- Ted Åström som Sven Risell
- Anne Kulle som Katarina Risell
- Gunilla Nyroos som værtshuspige